# Плесецк
Плесецк (рус. Плесе́цк) насеље је у Архангелској области, Русија, око 800 km сјевероисточно од Москве и око 180 km јужно од Архангелска. Административни је центар Плесецког рејона.
Популација: 11300 (2002), 14027 (1989).
Космодром Плесецк се налази у оближњем граду Мирни.

## Становништво
Према прелиминарним подацима са пописа, у граду је 2010. живело становника, (%) више него 2002.
| 1939.  | 1959.  | 1970.  | 1979.  | 1989.  | 2002.  | 2010.  |
| ------ | ------ | ------ | ------ | ------ | ------ | ------ |
| 11.754 | 13.316 | 13.330 | 13.267 | 14.027 | 11.300 | 11.037 |